# شعب البير (ردفان)

تعديل مصدري - تعديل

شعب البير هي إحدى قرى عزلة الحبيلين بمديرية ردفان التابعة لمحافظة لحج، بلغ تعداد سكانها 11 نسمة حسب تعداد اليمن لعام 2004.